# Chariergus caeruleus
Chariergus caeruleus là một loài bọ cánh cứng trong họ Cerambycidae.